# Torquigener brevipinnis
Torquigener brevipinnis är en fiskart som först beskrevs av Regan 1903.  Torquigener brevipinnis ingår i släktet Torquigener och familjen blåsfiskar. IUCN kategoriserar arten globalt som otillräckligt studerad. Inga underarter finns listade i Catalogue of Life.